# Фонтана, Якуб
Якуб Фонтана (итал. Giacomo Fontana, пол. Jakub Fontana, 1710, Щучин — 13 апреля 1773, Варшава) — польский архитектор, автор более восьмидесяти архитектурных и художественных проектов, воплощенных под влиянием саксонского барокко, французского рококо и современного ему классицизма.

## Жизнеописание
Старший сын в семье Юзефа Фонтана. Первые шаги в профессии делает под руководством отца, впоследствии становится его помощником. В 1732—1736 отбыл в образовательную поездку, во время которой ознакомился с архитектурными шедеврами северной Италии, Рима, Парижа, свежими течениями в архитектуре, читал специализированную литературу.
Ранний этап творчества приходится на 1729—1743 гг. Тогда он вместе с отцом участвует в строительстве башен костела пиаристов в Ловиче (1729), представляющих распространенный в Речи Посполитой вид храмовых башен 1730-х годов. Еще одной общей с отцом работой считается костел ордена Францисканцев по улице Закрочимской в Варшаве. Якубу Фонтана приписывают эскиз главного фасада святыни (построен в 1750, переработан Юзефом Боретти в 1788 году).
После смерти отца в деятельности архитектора наступает зрелый этап (1743—1763). С 1742 года маршал коронный Франтишек Белинский находит Якубу Фонтана применение для реализации как общественных интересов, так и частных. Среди прочего, архитектор выполнял измерение варшавских зданий для определения суммы локтевого налога. Одновременно на этот период приходится большое количество заказов, поступающих от состоятельных магнатов. Получили воплощение такие проекты, как Collegium Nobilium, госпиталь Святого Роха, Суражский костел.
Фонтана также принимал участие в перестройке дворца Браницких в Белостоке и перестройке Дворца Потоцких в Радзыни Подлясском.
С Якубом Фонтана сотрудничали выдающиеся художники своего времени, в частности: Ян Ежи Плерш, Ян Хризостом Редлер.
После избрания Станислава Августа Понятовского королём Речи Посполитой, Фонтана получает звание королевского архитектора (1751), затем присоединяется к решению насущных вопросов относительно Королевского Замка и других государственных зданий. Творчество этого этапа отмечено влиянием классицизма. С 1761 года получал пенсию.

## Сетевые ресурсы
- Якуб Фонтана на warszawa1939 (пол.)
- Якуб Фонтана (пол.)